# Terence Trent D'Arby
Sananda Francesco Maitreya, mest känd under sitt tidigare artistnamn Terence Trent D'Arby, född Terence Trent Howard den 15 mars 1962 på Manhattan i New York, är en amerikansk sångare och musiker.
Terence Trent D'Arby utgav den 5 oktober 1987 debutalbumet Introducing the Hardline According to Terence Trent D'Arby som till dags dato har sålts i cirka 12 miljoner exemplar. På albumet återfinns hitsinglar som "If You Let Me Stay", "Wishing Well", "Dance Little Sister" och "Sign Your Name".
År 2002 meddelade D'Arby att han efter en stark dröm beslutat sig för att överge artistnamnet D'Arby och framöver börja ge ut skivor som Sananda Maitreya.

## Diskografi
Studioalbum
- 1987 – Introducing the Hardline According to Terence Trent d'Arby
- 1989 – Neither Fish nor Flesh
- 1993 – Terence Trent d'Arby's Symphony or Damn
- 1995 – TTD's Vibrator
- 2001 – Terence Trent d'Arby's Wildcard!
- 2005 – Angels & Vampires – Volume I
- 2006 – Angels & Vampires – Volume II
- 2009 – Nigor Mortis
- 2013 – Return to Zooathalon
- 2015 – The Rise of the Zugebrian Time Lords
- 2017 – Prometheus & Pandora